# 夏嶷
夏嶷（？年—？年），重慶府涪州人，由乾隆三十六年辛卯科舉人，乾隆四十八年任四川順慶府岳池縣訓導。是一位政治人物，明清時曾在四川順慶府岳池縣（位於今四川東北部，武周萬歲通天二年分南充、相如二縣置，是一個千年古縣）擔任官吏。